# Landkreis Alzey-Worms
Landkreis Alzey-Worms – powiat w niemieckim kraju związkowym Nadrenia-Palatynat. Siedzibą powiatu jest miasto Alzey.

## Podział administracyjny
Powiat składa się z:
- jednej gminy miejskiej (Stadt)
- sześciu gmin związkowych (Verbandsgemeinde)

Gminy miejskie:
| Lp. | Nazwa gminy miejskiej | Ludność (31.12.2009) | Powierzchnia km² |
| --- | --------------------- | -------------------- | ---------------- |
| 1   | Alzey                 | 17 732               | 35,21            |

Gminy związkowe:
| Lp. | Nazwa gminy związkowej | Ludność (31.12.2009) | Powierzchnia km² | Liczba gmin |
| --- | ---------------------- | -------------------- | ---------------- | ----------- |
| 1   | Alzey-Land             | 24 382               | 173,89           | 24          |
| 2   | Eich                   | 12 488               | 68,47            | 5           |
| 3   | Monsheim               | 10 124               | 45,53            | 7           |
| 4   | Wonnegau               | 20 004               | 90,96            | 11          |
| 5   | Wöllstein              | 11 851               | 61,44            | 8           |
| 6   | Wörrstadt              | 28 177               | 112,64           | 13          |